# IC 5113
IC 5113 је појединачна звијезда у сазвјежђу Пегаз која се налази на листи објеката дубоког неба у Индекс каталогу.
Деклинација објекта је + 6° 49' 6" а ректасцензија 21h 29m 39,6s.